# Грјеко (Бриндизи)
Грјеко (итал. Grieco) је насеље у Италији у округу Бриндизи, региону Апулија.
Према процени из 2011. у насељу је живело 39 становника. Насеље се налази на надморској висини од 256 м.